# Chromosoom 22
Chromosoom 22 is een chromosoom in het menselijk lichaam dat ongeveer 49 miljoen basenparen DNA bevat. Het staat voor ongeveer 1,5 procent van het totale DNA in cellen.
Op chromosoom 22 zijn 33 genen bekend (anno 2008) die de oorzaak van een ziekte kunnen vormen. Er zijn in totaal 545 genen gevonden.

## Te herleiden aandoeningen
Aanleg voor onder meer de volgende aandoeningen is te herleiden tot een fout (een verkeerde structuur of aantal basenparen) op chromosoom 22:
- het velocardiofaciaal syndroom of syndroom van DiGeorge
- hypopituïtarisme
- het philadelphiachromosoom
- prostaatkanker
- trisomie 22
- het cat-eyesyndroom
- het syndroom van Phelan-McDermid

1 ·
2 ·
3 ·
4 ·
5 ·
6 ·
7 ·
8 ·
9 ·
10 ·
11 ·
12 ·
13 ·
14 ·
15 ·
16 ·
17 ·
18 ·
19 ·
20 ·
21 ·
22 ·
X ·
Y